# Svenska yrkesinstitutet
Svenska yrkesinstitutet (SYI) var en svenskspråkig läroinrättning i Österbotten i Finland. Den 1 januari 2009 slogs SYI ihop med Korsnäs Kurscenter och yrkesinstitutet Vocana i Närpes, som tillsammans bildade Yrkesakademin i Österbotten (YA!).
SYI erbjöd yrkesutbildning inom följande områden: 
- Teknik och kommunikation
- Naturbruk och miljö
- Turism, kosthåll och ekonomi
- Kultur
- Social-, hälso- och idrottsområdet.

Huvudort för SYI var Vasa, men man erbjöd även utbildningar på ett flertal andra orter i Österbotten.